# 革命国际主义组织
革命国际主义组织（德語：Revolutionäre Internationalistische Organisation，缩写为RIO）是德国的一个托洛茨基主义组织。2007年，该组织作为国际青年组织“革命”的一个内部派别出现，取名为“独立革命”。同年，该派别由于不同意“革命”继续留在争取第五国际联盟内，脱离“革命”而成为独立组织。2010年，该组织改用现名。2011年，该组织成为托洛茨基主义派—第四国际的同情支部；2年后，升格为正式支部。
该组织出版刊物《阶级反对阶级》。该组织的青年翼是“革命共产主义青年”。